# Смолёвка обыкновенная
Смолёвка обыкнове́нная, Хлопушка обыкновенная, или просто хлопу́шка (лат. Siléne vulgáris) — многолетнее травянистое растение, вид рода Смолёвка (Silene) семейства Гвоздичные (Caryophyllaceae). В более ранних классификациях вид относился к самостоятельному роду Oberna Хлопушка.

## Ботаническое описание
Многолетнее травянистое растение высотой 40—100 см, голое, с прямостоячим стеблем. Листья ланцетные или яйцевидно-ланцетные, длиной до 10 см и шириной до 30 мм; сизые; нижние сужены в короткий черешок.
Цветки на коротких цветоножках. Чашечка вздутая, голая, длиной 13—18 мм и шириной 7—10 мм, с 20 жилками. Лепестки в 1,5—2 раза длиннее чашелистиков, белые, с рассеченным отгибом. Плод — шаровидная коробочка. Цветёт в июне—сентябре, плодоносит с июля. Корни короткие, не ветвистые. Легко выдергиваются из земли.

## Распространение и экология
Растение распространено в Европе, Малой и Средней Азии, на Кавказе, в Гималаях, Монголии, Японии, Северной Америке и Северной Африке. Широко распространена на всей территории России, кроме арктических и южных пустынных районов.
Растёт по лугам, опушкам, полянам, в светлых лесах, на вырубках, пустырях, обочинах дорог, по канавам; чаще встречается на приречных лугах, преимущественно в южных областях засоряет посевы хлебных злаков.

## Использование
Побеги смолёвки используются в средиземноморской кухне: на северо-востоке Италии — в ризотто, в Ла-Манче — для заправки т. н. «вдовьего гаспачо по-ламанчски» (gazpacho viudo).

## Классификация
Первоначально растение было описано Конрадом Мёнхом, в работе Methodus plantas horti botanici et agri Marburgensis : a staminum situ describendi (1794) под названием Behen vulgaris.
Название, признаваемое сейчас действительным, было опубликовано в 1869 году в девятом издании работы Flora von Nord- und Mittel-Deutschland.

### Таксономия
Silene vulgaris (Moench) Garcke, 1869, Fl. N. Mitt.-Deutschland , ed. 9: 64 
Вид Смолёвка обыкновенная относится к роду Смолёвка (Silene) семейства Гвоздичные (Caryophyllaceae) порядка Гвоздичноцветные (Caryophyllales). Кладограмма в соответствии с Системой APG IV по состоянию на декабрь 2023 года:
|  |                                      |  |                                   |                                   |                      |  | ещё 40 семейств | ещё 40 семейств |                       |  |                         |  | еще 485 подтвержденных видов и 1 143 вида, ожидающих подтверждения | еще 485 подтвержденных видов и 1 143 вида, ожидающих подтверждения |  |
|  |                                      |  |                                   |                                   |                      |  | ещё 40 семейств | ещё 40 семейств |                       |  |                         |  | еще 485 подтвержденных видов и 1 143 вида, ожидающих подтверждения | еще 485 подтвержденных видов и 1 143 вида, ожидающих подтверждения |  |
|  |                                      |  |                                   | порядок Гвоздичноцветные          |                      |  |                 |                 | род Смолёвка          |  |                         |  |                                                                    |                                                                    |  |
|  |                                      |  |                                   | порядок Гвоздичноцветные          |                      |  |                 |                 | род Смолёвка          |  | 4 внутривидовых таксона |  |                                                                    |                                                                    |  |
|  | отдел Цветковые, или Покрытосеменные |  |                                   |                                   | семейство Гвоздичные |  |                 |                 | Смолёвка обыкновенная |  |                         |  |                                                                    |                                                                    |  |
|  | отдел Цветковые, или Покрытосеменные |  |                                   |                                   |                      |  |                 |                 |                       |  |                         |  |                                                                    |                                                                    |  |
|  |                                      |  | ещё 63 порядка цветковых растений | ещё 63 порядка цветковых растений |                      |  |                 | еще 97 родов    | еще 97 родов          |  |                         |  |                                                                    |                                                                    |  |
|  |                                      |  |                                   | ещё 63 порядка цветковых растений |                      |  |                 |                 | еще 97 родов          |  |                         |  |                                                                    |                                                                    |  |

### Внутривидовые таксоны
- Silene vulgaris subsp. aetnensis (Strobl) Pignatti
- Silene vulgaris subsp. angustifolia Hayek
- Silene vulgaris subsp. commutata (Guss.) Hayek
- Silene vulgaris subsp. suffrutescens Greuter, Matthäs & Risse

### Синонимы
- Behen alpinus (Lam.) Gușul.
- Behen angustifolius Schott ex Steud.
- Behen antelopum E.H.L.Krause
- Behen fabarius Link
- Behen glareosus Fourr.
- Behen oleraceum E.H.L.Krause
- Behen puberulus Fourr.
- Behen trachiatus Fourr.
- Behen vesicarium E.H.L.Krause
- Behen vesicarius Fourr.
- Behen vulgaris Moench
- Behenantha behen (L.) Ikonn.
- Behenantha cserei Schur
- Behenantha glaucescens Schur
- Behenantha inflata Schur
- Behenantha saponariifolia Schur
- Cucubalus alpinus Lam.
- Cucubalus angustissimus Nocca & Balb.
- Cucubalus antelopum Vest
- Cucubalus behen L.
- Cucubalus inflatus Salisb.
- Cucubalus latifolius Mill.
- Cucubalus littoralis Vis.
- Cucubalus marginatus Schult.
- Cucubalus montanus Vest
- Cucubalus personii Spreng. ex Steud.
- Cucubalus rotundifolius Steud.
- Cucubalus saponariifolius Moench ex Steud.
- Cucubalus scaber Fisch. ex Regel
- Cucubalus venosus Gilib.
- Cucubalus viridis Lam.
- Elisanthe zawadskii (Herbich) Fuss
- Oberna behen (L.) Ikonn.
- Silene behen var. cucubalus (Wibel) Kuntze
- Silene cucubalus Wibel
- Silene inflata Sm.
- Silene inflata var. pubescens DC.
- Silene inflata var. vulgaris Turcz.
- Silene latifolia Britten & Rendle
- Silene latifolia var. pubescens Farw.
- Silene saponariifolia Schott ex Rchb.
- Silene venosa Asch.
- Silene vulgaris f. latifolia (Mill.) C.Vaczy
- Silene vulgaris subsp. vulgaris –
- Silene wallichiana Klotzsch
- Silene zawadskii hort. ex Fenzl
- Viscago behen Hornem.